# Варфоломеево
Варфоломеево — деревня в Тульской области России. 
В рамках организации местного самоуправления входит в городской округ город Тула, в рамках административно-территориального устройства является центром Варфоломеевского сельского округа Ленинского района Тульской области.

## География
Расположена в 23 км к северо-западу от областного центра, города Тулы. Через деревню проходит автодорога Тула — Алексин.

## Население
| 1859 | 1915 | 2002 | 2010 |
| ---- | ---- | ---- | ---- |
| 300  | ↗460 | ↘65  | ↗144 |

## История
Исторически населённый пункт назывался также село Ильинское, однако это название вышло из употребления во второй половине XIX века, так как село стали именовать по расположенному в нём церковному приходу. В документах XVIII в. также встречается название Вахромеево.
По состоянию на 1913 г. входило в состав Варфоломеевской волости Алексинского уезда.
В селе имелась (с 1894 года) земская школа.
До 1990-х гг. деревня была центром Варфоломеевского сельского совета Ленинского района Тульской области, с 1997 года — Варфоломеевского сельского округа. 
В рамках организации местного самоуправления с 2006 до 2014 гг. деревня включалась в сельское поселение Обидимское Ленинского района. С 2015 года входит в Зареченский территориальный округ в рамках городского округа город Тула. 

## Церковь пророка Илии
Время возникновение прихода, а равно этимология происхождение его названия не известны. Приход состоял из самого села и деревень: Ильино, Кривцово и Есипово, с общим числом прихожан (1895) 653 человека мужского пола и 685 женского.
Существующий в селе каменный храм в честь пророка Илии построен (1794), на средства помещиков сельца Кривцово — Богучаровых. В трапезной части храма, с правой стороны, имелся предел в честь архангела Михаила и вероятно устроенный теме же помещиками. Штат состоял из священника и псаломщика. Церковной земли состояло: усадебной — 3 десятины, полевой — 36 десятин и под кустарником — 7 десятин.